# Tamara Dronova-Balabolina
Tamara Viktorovna Balabolina, coniugata Dronova (in russo Тамара Викторовна Балаболина-Дронова?; Krasnozavodsk, 13 agosto 1993), è una ciclista su strada e pistard russa che corre per il team Roland. Attiva dal 2021 in formazioni UCI, su strada è stata campionessa nazionale a cronometro nel 2021; su pista ha invece vinto due medaglie d'argento nell'inseguimento a squadre ai campionati europei.

## Palmarès

### Strada
- 2020 (Russia)

Grand Prix Central Anatolia
- 2021 (Cogeas - Mettler Pro Cycling Team, due vittorie)

Campionati russi, Prova a cronometro
Grand Prix Erciyes-Mimar Sinan
- 2023 (Israel Premier Tech Roland, due vittorie)

1ª tappa Vuelta Ciclista Andalucía (Alcalá la Real > La Zubia)
2ª tappa Vuelta Ciclista Andalucía (Salobreña > Cómpeta)
- 2024 (Roland, due vittorie)

3ª tappa Tour El Salvador (Ilopango > San Luis Talpa)
4ª tappa Tour El Salvador (Santa Ana > Santa Ana)

#### Altri successi
- 2023 (Israel Premier Tech Roland)

Classifica a punti Vuelta Ciclista Andalucía

### Pista
- 2012

Campionati europei, Omnium Under-23
- 2013

Memorial Lesnikov, Inseguimento a squadre (con Aleksandra Čekina, Aleksandra Gončarova e Marija Savickaja)
- 2014

Campionati europei, Inseguimento a squadre Under-23 (con Gul'naz Badykova, Aleksandra Čekina e Aleksandra Gončarova)
Campionati europei, Scratch Under-23
Campionati europei, Omnium Under-23
- 2015

Memorial Lesnikov, Scratch
Memorial Lesnikov, Omnium
Sei giorni delle Rose, Omnium
- 2019

Grand Prix Minsk, Americana (con Dar'ja Malkova)
Grand Prix Tula, Scratch
Grand Prix Moscow, Omnium
Campionati russi, Americana (con Diana Klimova)
- 2020

Campionati russi, Inseguimento individuale
- 2021

Grand Prix St. Petersburg, Americana (con Gul'naz Chatunceva)
Grand Prix St. Petersburg, Corsa a eliminazione

## Piazzamenti

### Grandi Giri
- Tour de France

2022: 15ª
2023: 21ª
- Vuelta a España

2023: 29ª
2024: 35ª

### Competizioni mondiali
- Campionati del mondo su strada

Fiandre 2021 - In linea Elite: ritirato
Fiandre 2021 - Cronometro Elite: 33ª
- Campionati del mondo su pista

Minsk 2013 - Omnium: 9ª
Cali 2014 - Omnium: 9ª
St. Quentin-en-Yv. 2015 - Inseguimento a squadre: 9ª
St. Quentin-en-Yv. 2015 - Omnium: 9ª
Londra 2016 - Omnium: 20ª
Londra 2016 - Inseguimento a squadre: 12ª
Hong Kong 2017 - Inseguimento a squadre: 12ª
Pruszków 2019 - Inseguimento a squadre: 16ª
Berlino 2020 - Inseguimento individuale: 17ª
- Giochi olimpici

Tokyo 2020 - In linea: 39ª
Parigi 2024 - Cronometro: 21ª
Parigi 2024 - In linea: 47ª

### Competizioni continentali
- Campionati europei su strada

Trento 2021 - Staffetta mista: 6ª
Trento 2021 - Cronometro Elite: 17ª
Trento 2021 - In linea Elite: 27ª
- Campionati europei su pista

Anadia 2012 - Scratch Under-23: 8ª
Anadia 2012 - Omnium Under-23: vincitrice
Panevėžys 2012 - Omnium: 4ª
Anadia 2013 - Scratch Under-23: 5ª
Apeldoorn 2013 - Omnium: 5ª
Anadia 2014 - Inseguimento a squadre Under-23: vincitrice
Anadia 2014 - Scratch Under-23: vincitrice
Anadia 2014 - Omnium Under-23: vincitrice
Baie-Mahault 2014 - Inseguimento a squadre: 2ª
Atene 2015 - Inseguimento a squadre Under-23: 3ª
Atene 2015 - Scratch Under-23: 8ª
Atene 2015 - Omnium Under-23: 2ª
Grenchen 2015 - Inseguimento a squadre: 2ª
Grenchen 2015 - Inseguimento individuale: 8ª
Grenchen 2015 - Corsa a eliminazione: 6ª
Apeldoorn 2019 - Inseguimento a squadre: 10ª
Apeldoorn 2019 - Inseguimento individuale: 6ª
Apeldoorn 2019 - Americana: 12ª
Plovdiv 2020 - Inseguimento individuale: 5ª
Plovdiv 2020 - Corsa a punti: 5ª
- Giochi europei

Minsk 2019 - Inseguimento a squadre: 7ª
Minsk 2019 - Inseguimento individuale: 3ª